# Rödbröstad tandvaktel
Rödbröstad tandvaktel (Odontophorus speciosus) är en fågel i familjen tofsvaktlar inom ordningen hönsfåglar.

## Utseende
Rödbröstad tandvaktel är en medelstor (25–27 cm) vaktelliknande hönsfågel med mestadels brun fjäderdräkt. Hos hanen är ansiktet svart och rost- eller kastanjebrunt syns på bröst och buk. Honan har grå buk, men rostbrunt bröst.

## Utbredning och systematik
Rödbröstad tandvaktel delas in i tre underarter med följande utbredning:
- Odontophorus speciosus soederstroemii – förekommer i tropiska skogar i östra Ecuador
- Odontophorus speciosus speciosus – förekommer i tropiska östra centrala Peru
- Odontophorus speciosus loricatus – förekommer i tropiska sydöstra Peru och östra Bolivia

## Status och hot
Arten har ett stort utbredningsområde, men tros minska i antal, dock inte tillräckligt kraftigt för att den ska betraktas som hotad. Internationella naturvårdsunionen IUCN listar arten som livskraftig (LC). Beståndet uppskattas till mellan 100 000 och 500 000 vuxna individer.